# LK II
O Leichter Kampfwagen II (Português:carro de combate leve) ou LK II, foi um tanque de combate leve da Alemanha idealizado durante a Primeira Guerra Mundial. O LK II foi uma modificação do modelo LK Iveja o artigo relacionado LK I, este novo projeto contava com uma torre rotativa na parte traseira do veículo, dotada com uma arma Krupp com calibre de 37mm ou uma Sokol de 57mm. Era impulsionado por um motor Daimler-Benz modelo 1910 de 4 cilíndros com 55 ou 60 hp movido a gasolina, atingia velocidade total de 14 a 18 km/h e tinha um alcance entre 65 a 70 km. Somente dois protótipos foram produzidos do LK II até junho de 1918